# Claire McDowell

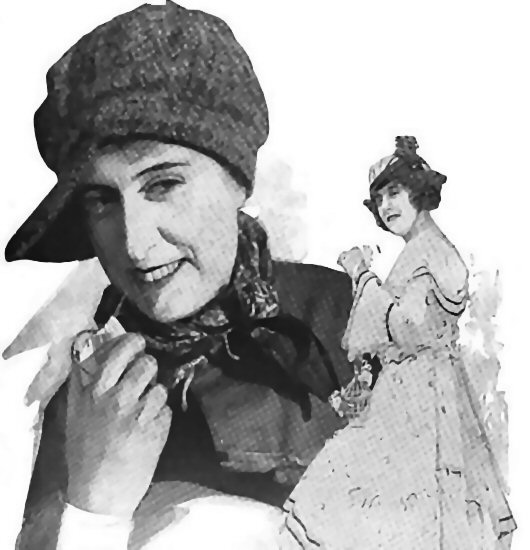
Claire McDowell (1915)

Claire McDowell (* 2. November 1877 in New York City; † 23. Oktober 1966 in Hollywood, Los Angeles, Kalifornien) war eine US-amerikanische Schauspielerin, die vor allem in der Stummfilmzeit weltweit bekannt wurde.

## Leben
Claire McDowell wurde 1877 in New York City als Tochter von Jack und Maria McDowell (geb. Presquell) geboren. Sie studierte Schauspiel und begann in Theatern ihre künstlerische Karriere. 1906 heiratete sie den Schauspieler Charles Hill Mailes, mit dem sie in ihrem späteren Leben viele Filme drehte. Die Ehe bestand vom 23. Januar 1906 bis 17. Februar 1937, dem Tod von Charles. Sie bekam zwei Kinder von ihm, Robert und Eugene. 1908 trat McDowell in The Devil das erste Mal in einem Film auf. Bei der New Yorker Filmgesellschaft Biograph Company spielte sie in den folgenden Jahren in zahlreichen Ein- und Zweiaktern, zumeist unter der Regie von David Wark Griffith. Die Schauspielerin wurde während der Stummfilmzeit vor allem in mütterlichen Rollen eingesetzt.
Claire McDowell drehte mehr als 350 Filme, von denen viele auch bis in die heutige Zeit bekannt sind. Zu den bekanntesten gehören Das Zeichen des Zorro (1920), Die große Parade (1925) und Ben Hur (1925). Nach dem Beginn des Tonfilmes Ende der 1920er-Jahre nahm McDowells Popularität schnell ab und sie erhielt bis zum Ende ihrer Karriere fast nur noch kleine Nebenrollen. Claire McDonwell drehte bis 1945, dann musste sie die Schauspielerei aus gesundheitlichen Gründen aufgeben und zog sich in den Ruhestand zurück. Sie starb am 23. Oktober 1966 im Alter von 88 Jahren in Hollywood.

## Filmografie (Auswahl)
- 1908: The Devil
- 1910: Wilful Peggy
- 1911: His Trust
- 1911: Swords and Hearts
- 1912: So Near, Yet So Far
- 1913: A Misappropriated Turkey
- 1913: The Wrong Bottle
- 1914: A Nest Unfeathered
- 1914: Her Father’s Silent Partner
- 1915: The Heart of a Bandit
- 1917: The Empty Gun
- 1918: You Can’t Believe Everything
- 1920: The Woman in the Suitcase
- 1920: The Jack-Knife Man – Das Findelkind (The Jack-Knife Man)
- 1920: Something to Think About
- 1921: Mother o’ Mine
- 1921: Love Never Dies
- 1922: Im Wirbel der Fluten (Quincy Adams Sawyer)
- 1922: Der Klub der Unterirdischen (Penrod)
- 1923: Die Bluthochzeit (Ashes of Vengeance)
- 1924: Thy Name Is Woman
- 1925: Dollar Down
- 1925: Die große Parade (The Big Parade)
- 1925: Ben Hur (Ben Hur)
- 1926: The Shamrock Handicap
- 1926: Des Teufels Zirkus (The Devil’s Circus)
- 1927: A Little Journey
- 1927: The Taxi Dancer
- 1928: Vier Teufel (4 Devils)
- 1928: Die Teufel der Nordsee (The Viking)
- 1930: Jenseits des Lebens (Redemption)
- 1931: Eine amerikanische Tragödie (An American Tragedy)
- 1932: Union Depot
- 1932: Rettender Ruin (A Successful Calamity)
- 1933: Kinder auf den Straßen (Wild Boys of the Road)
- 1933: Central Airport
- 1934: Dr. Monica
- 1934: British Agent
- 1936: Kleinstadtmädel (Small Town Girl)
- 1939: Einer gegen die Welt (One Against the World)
- 1943: Und das Leben geht weiter (The Human Comedy)
- 1943: Dies ist mein Land (This Land Is Mine)
- 1945: Mann ohne Herz (Adventure)
- 1946: Bis die Wolken vorüberzieh’n (Till the Clouds Roll By)